# クリスチャン・ンツァイ
クリスチャン・ルイ・ンツァイ（フランス語: Christian Louis Ntsay、1961年3月27日 - ）は、マダガスカルの政治家、経済学者。ンツァイはテクノクラートと見做されており、国際連合での勤務経験もある。現在は同国首相を2018年より務めているほか、イレギュラーな形ながら大統領代行も一時期務めた。

## 来歴
1982年にアンタナナリボ大学で経済社会学部に在籍し、経済科学の学位を取得している。南部アフリカ開発共同体の農村開発部長にも就任した。2002年から1年間、観光相を務めている。2008年から2018年までの国際労働機関のインド洋部門代表を務めた。
2018年6月4日にオリヴィエ・マハファリー・ソロナンドラサナ首相が辞任したことを受けてヘリー・ラジャオナリマンピアニナ大統領から同国首相に任命された。2019年1月に共和国大統領に選出されたアンドリー・ラジョエリナによって、再び首相に留任された。
2023年9月9日にラジョエリナが次期大統領選挙立候補のため、憲法規定により大統領をいったん辞任すると表明。本来ならば憲法規定によりヘリマナナ・ラザフィマヘファ上院議長が大統領代行に就任するはずであったが、ラザフィマヘファがその前日に憲法高等裁判所に大統領権限の代行を拒否する書簡を送っていたため、ンツァイをトップとする内閣が大統領権限を行使することとなった。ところが10月11日、ラザフィマヘファが大統領権限の代行を拒否したのは政府からの圧力があったことが理由だったと主張し、大統領権限代行の拒否を撤回すると表明した。しかしそもそも大統領代行になっていない時点で代行の権限を放棄できるのかといった疑問が呈され、ンツァイは同日、10月12日に臨時議会を招集することを決定。議会ではラザフィマヘファの議長解任決議が全会一致で可決され、翌13日に退役陸軍中将のリチャード・ラヴァロマナナが新議長に選出され、27日に憲法裁判所が大統領権限は上院議長が行使しなければならないとの判決を下したため、ラヴァロマナナが暫定大統領に就任し、ンツァイは大統領権限代行を終了した。11月16日の大統領選挙でラジョエリナが再選され、12月16日に2期目がスタートしたことに伴い、ンツァイは12月20日に首相辞任を表明。2024年1月4日、ラジョエリナはンツァイを首相に再任した。2024年5月29日の総選挙執行を受けて7月10日に首相辞任を表明したが、7月12日に再任された。

## 脚註
1. ↑  “Gouvernement de consensus : Ntsay Christian nommé Premier ministre – Midi Madagasikara”. www.midi-madagasikara.mg. 2023年9月19日閲覧。
2. ↑  Britto. “CV Premier Ministre, Chef du Gouvernement, Christian NTSAY”. 2018年11月16日時点のオリジナルよりアーカイブ。2023年9月19日閲覧。
3. ↑  “Christian Louis Ntsay Born march 1961 - Google Search”. www.google.com. 2023年9月19日閲覧。
4. ↑  “Madagascar names technocrat Christian Ntsay new PM – Punch Newspapers”. punchng.com. 2023年9月19日閲覧。
5. ↑  “Le président nomme Christian Ntsay Premier ministre” (フランス語). 2023年9月19日閲覧。
6. ↑  AfricaNews. “Madagascar's president appoints new prime minister - Africanews”. 2023年9月19日閲覧。
7. ↑  “Madagascar : Christian Ntsay nommé Premier ministre pour la deuxième fois consécutive”. 2023年9月19日閲覧。
8. ↑  “Madagascar president resigns ahead of polls in November”. ロイター. (2023年9月10日) 2023年9月11日閲覧。
9. ↑  “Herimanana Razafimahefa à la HCC : Le président du Sénat, prêt à exercer les fonctions de chef d’Etat par intérim”. Midi Madagasikara. (2023年10月11日) 2023年10月12日閲覧。
10. ↑  “Session extraordinaire du Parlement : Destitution du président du Sénat Herimanana Razafimahefa ce jour”. Midi Madagasikara. (2023年10月12日) 2023年10月12日閲覧。
11. ↑  “Madagascar: Le président du sénat Herimanana Razafimahefa destitué par ses pairs”. DETENTRONEWS 2023年12月17日閲覧。
12. ↑  “À Madagascar, Rajoelina choisit le « Général Bomba » pour verrouiller le Sénat”. Jeune Afrique. (2023年10月13日) 2023年12月17日閲覧。
13. ↑  “Madagascar: le général Richard Ravalomanana devient président par intérim”. ラジオ・フランス・アンテルナショナル. (2023年10月28日) 2023年12月17日閲覧。
14. ↑  “Madagascar: le gouvernement de Christian Ntsay, démissionnaire, gère les affaires courantes jusqu'à la nomination d'un nouvel exécutif”. ラジオ・フランス・アンテルナショナル. (2023年12月21日) 2023年12月27日閲覧。
15. ↑  “Madagascar: le président Andry Rajoelina reconduit Christian Ntsay comme Premier ministre”. ラジオ・フランス・アンテルナショナル. (2024年1月5日) 2024年1月5日閲覧。
16. ↑  “Madagascar: l’inamovible Premier ministre Christian Ntsay rempile”. ラジオ・フランス・アンテルナショナル. (2024年7月13日) 2024年7月29日閲覧。